# Politiske partier i Letland
Herunder findes en liste over politiske partier i Letland med repræsentation i enten Saeima – det nationale parlament – eller Europa-Parlamentet.
Letland har et flerpartisystem.
| Navn                                     | Navn på Dansk                          | Partiformand                           | Politiske position          | Ideologi                                            | Pladser i Saeima | Pladser i Europa-Parlamentet | Noter:                                                                      |
| ---------------------------------------- | -------------------------------------- | -------------------------------------- | --------------------------- | --------------------------------------------------- | ---------------- | ---------------------------- | --------------------------------------------------------------------------- |
| Sociāldemokrātiskā partija "Saskaņa" (S) | Det Socialdemokratiske Parti "Harmoni" | Jānis Urbanovičs                       | Centrum-venstre             | Socialdemokratisme, Russiske minoritetsinteresser   | 19 / 100         | 2 / 8                        |                                                                             |
| Jaunā Konservatīvā Partija (JKP)         | Det Nye Konservative Parti             | Jānis Bordāns                          | Centrum-højre               | Liberalkonservatisme                                | 15 / 100         | 0 / 8                        |                                                                             |
| Attīstībai/Par! (AP!)                    | For udvikling/For!                     | Daniels Pavļuts & Juris Pūce           | Centrum til Centrum-højre   | Liberalisme, Socialliberalisme                      | 13 / 100         | 1 / 8                        | Valgalliance bestående af: For Letlands Udvikling, Bevægelsen For! og Vækst |
| Nacionālā Apvienība (NA)                 | Nationalalliancen                      | Raivis Dzintars                        | Højrefløj                   | Nationalkonservatisme, Nationalisme,Euroskepticisme | 12 / 100         | 1 / 8                        |                                                                             |
| Zaļo un Zemnieku Savienība (ZZS)         | Unionen af Grønne og Bønder            | Edgars Tavars                          | Centrum                     | Agrairanisme, Grøn ideologi                         | 10 / 100         | 0 / 8                        | Valgalliance bestående af: Den Lettiske Bondeunion og Letlands Grønne Parti |
| Vienotība (V)                            | Enhed                                  | Arvils Ašeradens                       | Centrum-højre               | Liberalkonservatisme                                | 8 / 100          | 2 / 8                        |                                                                             |
| Kam Pieder Valsts? (KPV LV)              | Hvem Tilhører Staten?                  | Rolands Millers                        | Centrum-højre til højrefløj | Konservatisme, Højrepopulisme, Euroskepticisme      | 5 / 100          | 0 / 8                        |                                                                             |
| Latvijas Krievu Savienība                | Den Lettisk-Russiske Union             | Tatjana Ždanoka, Miroslavs Mitrofanovs | Catch-all parti             | Russisk minoritets interesser, Anti-NATO            | 0 / 100          | 1 / 8                        |                                                                             |